# Бетховен (кратер)
Бетховен (лат. Beethoven) — большой ударный кратер на Меркурии. Его диаметр составляет 643 (по другим оценкам, 631 или 625) километров, что делает его третьим по величине известным кратером Меркурия и одиннадцатым — Солнечной системы. Открыт на снимках, сделанным космическим аппаратом «Маринер-10», и назван в честь немецкого композитора Людвига ван Бетховена. Это название было утверждено Международным астрономическим союзом в 1976 году.

## Общее описание
Координаты центра кратера Бетховен — 20°48′ ю. ш. 123°54′ з. д. / 20,8° ю. ш. 123,9° з. д.. Кольцевой вал только один, причём очень низкий и местами сглаженный, а в других местах покрытый выбросами. Выбросы особенно развиты на юге и востоке. Дно усеяно множеством меньших кратеров, самый большой из которых — 140-километровый кратер Бельо. На юго-восточную часть вала Бетховена наложен 150-километровый кратер Саят-Нова.
Глубина кратера оценивается в 2,5 ± 0,7 км. Эта оценка основывается на объёмных моделях, построенных по стереоснимкам «Маринера-10».
Судя по концентрации кратеров на днище Бетховена, он образовался в конце толстовского периода (4,0–3,9 млрд лет назад).
Бетховен соответствует по координатам тёмной детали альбедо Пустыня Юпитера (лат. Solitudo Jovis) (по другой интерпретации старых карт альбедо — Пустыне Марса, Solitudo Martis).

## Обрывы
Внутри кратера Бетховен вдоль его вала тянется длинный обрыв. С его внутренней стороны местность приподнята, с внешней — опущена. Он проходит по юго-западной половине окружности кратера. Посередине этот обрыв выражен слабо и, таким образом, делится на западную и южную часть. Первая получила собственное имя — «уступ Дюйфкен». Южная часть обрыва проходит через кратер Саят-Нова и делит его пополам; вертикальное смещение в этом месте составляет 870 метров. Кроме того, на северо-восток от кратера Саят-Нова параллельно этому обрыву тянется ещё один. Он проходит примерно на 100 км ближе к центру Бетховена.